# Sân bay quốc tế Basrah
Sân bay quốc tế Basrah (IATA: BSR, ICAO: ORMM) là sân bay quốc tế lớn thứ hai ở Iraq, toạ lạc tại thành phố Basrah.

## Lịch sử

### Xây dựng
Sân bay được xây vào thập niên 1960 và được Saddam Hussein cho phát triển vào thập niên 1980 như là cửa ngõ duy nhất vào Iraq. It is claimed that the airport was built only as a facility for VIPs and was only used rarely.

### Nâng cấp
Việc nâng cấp sân bay này đã được kiến nghị tiến hành với việc xây thêm một nhà ga hàng không mới theo một hợp đồng với một công ty Đức nhưng dự án đã bị dừng ngay từ đầu với sự bùng nổ của Chiến tranh vùng Vịnh năm 1991. Sự triển khai nâng cấp thực sự đối với sân bay này chỉ được thực hiện sau Chiến tranh Iraq với một số trang thiết bị được tái phục hồi theo một hợp đồng bởi USAID. Dự án bao gồm xây các đài không lưu, các trang thiết bị dẫn đường, thông tin liên lạc.
Sân bay cuối cùng đã được mở cửa lại vào tháng 6 năm 2005. Sự kiện này được đánh dấu bằng một buổi lễ hiến sinh cừu khi một chiếc Boeing 727 của hãng Iraqi Airways hạ cánh tại đây của chuyến bay xuất phát từ Baghdad. Đây là sự khởi đầu của tuyến nội địa ở Iraq giữa Baghdad và Basrah. Tuy nhiên, nhiều hành khách phàn nàn về sự thiếu các trang bị cơ bản. Các vấn đề gồm có: máy lạnh, nhà vệ sinh.
Sự tái thiết sân bay vẫn tiếp tục để nâng cấp trang thiết bị. Hãng Iraqi Airways đã chọn sân bay này là trung tâm hoạt động thứ hai.

## Không lưu
| GND  | 121.7 MHz,303.275 MHz           |
| TWR  | 118.7 MHz,241.175 MHz           |
| APP  | 119.4 MHz,123.1 MHz,233.225 MHz |
| ATIS | 125.9 MHz,241.175 MHz           |

## Các hãng hàng không
- AVE.com
- Jupiter Airlines (Dubai)
- Iraqi Airways
- Royal Jordanian (Amman)